# Lưu thái công
Lưu Thái công (chữ Hán: 劉太公; 277/271 TCN - 197 TCN), được biết đến là cha của Hán Cao Tổ Lưu Bang - người thành lập nên triều đại nhà Hán. Đồng thời, ông là tổ tiên của các vua nhà Hán và nhà Lưu Tống sau này (thông qua một người con trai của ông là Lưu Giao).
Sau khi Hán Cao Tổ Lưu Bang lên ngôi, ông muốn dùng một tôn hiệu cao quý để xưng hô cho cha ruột, nên ra chỉ tấn tôn Lưu Thái công làm Thái thượng hoàng. Trước đó, Tần Thủy Hoàng là người đầu tiên dâng huy hiệu này cho cha ruột là Tần Trang Tương vương, nhưng đó chỉ là truy tôn sau khi qua đời. Thời điểm Lưu Bang dâng tôn huy hiệu này, Lưu Thái công là vị Thái thượng hoàng duy nhất được tôn hiệu của triều đại nhà Hán, đồng thời là vị Thái thượng hoàng đầu tiên được tôn hiệu khi còn sống trong lịch sử Trung Quốc cũng như lịch sử các quốc gia đồng văn Đông Á.

## Cuộc đời

### Gia thế và hành trạng
Sách Sử ký Tư Mã Thiên thời nhà Hán không ghi lại tên thật của ông, "Thái công" chỉ là một cách gọi tương tự "Đức ông" hay "Ông lớn" kèm theo họ mà thôi. Còn theo Tân Đường thư ghi lại, Lưu Thái Công có húy Thoan (煓), biểu tự Chấp Gia (執嘉). Ông người ấp Phong, quận Bái (nay là huyện Phong, tỉnh Giang Tô). Hành trạng của Lưu Thái Công trước thời kỳ Hán Cao Tổ lên ngôi không ghi chép gì nhiều, theo cứ liệu của Tân Đường thư thì dòng dõi họ Lưu có nguồn gốc từ Nghiêu thời Thượng cổ.
Khoảng năm 206 TCN, là lúc diễn ra Chiến tranh Hán-Sở, đất Bái trở thành nơi quân Sở kiểm soát gắt gao, Lưu Bang khi ấy đã là Hán vương, cho người đem hơn nghìn quân toan hộ tống Lưu Thái công đến Hán quốc thì bị quân Sở ngăn cản. Sang năm sau (205 TCN), Lưu Bang bị bại ở Bành Thành (nay là Từ Châu, tỉnh Giang Tô), Lưu Thái công cùng con dâu là Lã Trĩ bị Tây Sở Bá vương Hạng Vũ bắt làm con tin.
Năm 203 TCN, quân Sở cùng quân Hán giằng co mãi không có kết quả. Hạng Vũ không thể nhẫn nhịn, khi hẹn với Lưu Bang bàn định chiến sự liền đem Lưu Thái công trói lên một ván gỗ rất lớn, hô lên với Lưu Bang nếu không đầu hàng sẽ đem Lưu Thái công nấu thịt làm canh. Không ngờ, Lưu Bang thản nhiên hô lại:"Ta và ngài cùng thụ mệnh Sở Hoài vương, kết bái huynh đệ, cha ta cũng là cha ngài. Nếu ngài nhất quyết đem cha của chính mình nấu canh mà ăn, hãy nhớ tới ta cùng chia sẻ một bát!". Hạng Vũ giận dữ, toan giết Lưu Thái công, nhưng Hạng Bá cản lại mà nói:"Bây giờ người trong thiên hạ tranh giành, đã sớm không màn đến tình cảm gia đình nữa. Giết con tin vô ích, chỉ có tai họa", do đó Lưu Thái công mới thoát một kiếp tai ương. Cũng trong năm đó, quân Sở liên tiếp bất lợi, Hạng Vũ không còn cách nào bèn phải trao trả Lưu Thái công cùng Lã Trĩ với Lưu Bang để đổi lấy hòa bình, sử gọi [Hồng Câu chi ước; 鴻溝之約].

### Tôn hiệu cao quý
Sử sách không có ghi chép gì thêm về Lưu Thái công mãi cho đến khi Lưu Bang xưng Hoàng đế. Theo đó, cứ 5 ngày một lần thì Lưu Bang đến trước mặt Lưu Thái công thực hiện triều kiến, y hệt cách mà cha con nhà bình dân hay làm với nhau. Có người nói với Thái Công rằng:"Một bầu trời không thể có hai thái dương! Ngài tuy là hoàng đế chi phụ, song hoàng đế là thánh nhân, ngài há có thể nhận cái lạy của thánh nhân sao?!", thế là khi Lưu Bang theo lệ đến bái thăm, Lưu Thái công bèn cầm chổi, cung kính bái lạy trước cửa. Lưu Bang kinh hãi, biết nguyên nhân thì liền tôn cha mình làm Thái thượng hoàng.
Tiểu thuyết Tây kinh tạp ký (西京杂记) có ghi lại một câu chuyện về Lưu Thái công. Khi đó, Lưu Thái công trở thành Thái thượng hoàng, dời đến cung điện lộng lẫy tại Trường An mà mãi vẫn luôn buồn phiền. Lưu Bang dò hỏi mới biết được Lưu Thái công quen với cảnh uống rượu, tán gẫu, chơi đá gà ở dân gian quen rồi, đến khi vào cung vàng điện ngọc, lắm quy củ nhưng mỗi ngày đều nhàm chán nên cảm thấy không còn vui vẻ như trước. Thế là Lưu Bang thành Tân Phong, đem các lão bạn già của Thái thượng hoàng đều an trí ở đây, có thể hằng ngày cùng Thái thượng hoàng trò chuyện. Từ đó Lưu Thái công mới lại vui vẻ yêu đời như trước.
Năm Hán Cao Tổ thứ 10 (197 TCN), tháng 7, ông mất tại Lịch Dương cung (櫟陽宮). Ông được táng ở Vạn Niên lăng (萬年陵), nay là khu vực phía Bắc của Lâm Đồng, Tây An, tỉnh Thiểm Tây.

## Gia quyến
- Vợ:

1. Lưu Ảo [劉媼], không rõ họ tên gì, là mẹ của Hán Cao Tổ Lưu Bang, được dâng thụy là Chiêu Linh phu nhân (昭靈夫人). Sau Lã hậu truy làm Chiêu Linh hoàng hậu (昭靈皇后)[3].
2. Thái thượng hoàng hậu, không rõ tên tuổi, kế thê của Lưu Thái Công. Mất vào tháng 5, trước Lưu Thái công khoảng 2 tháng. Hợp táng Vạn Niên lăng[4].

- Hậu duệ:

1. Lưu Bá [劉伯], mẹ là Chiêu Linh hoàng hậu. Mất sớm, Hán Cao Tổ tặng làm Vũ Ai hầu (武哀侯), sau Lã hậu tặng làm Vương.
2. Lưu Hỉ [劉喜], mẹ là Chiêu Linh hoàng hậu. Khi Hán Cao Tổ lên ngôi, phong làm Đại vương (代王). Khi Hung Nô vào, bỏ quốc mà chạy, giáng làm Hợp Dương hầu (合暘侯). Con là Ngô vương Lưu Tỵ.
3. Lưu thị, mẹ là Chiêu Linh hoàng hậu. Hán Cao Tổ truy phong làm Tuyên phu nhân (宣夫人). Lã hậu tặng làm Chiêu Ai hậu (昭哀后)[3].
4. Lưu Bang [劉邦], tự Quý (季), mẹ là Chiêu Linh hoàng hậu. Lập ra nhà Hán, tức Cao Tổ hoàng đế.
5. Lưu Giao [劉交], tự Du (游), mẹ không rõ, rất có thể là Thái thượng hoàng hậu. Sau là Sở Nguyên vương (楚元王), trong 4 anh em là người có học vấn cao nhất.